# ワールドタンクミュージアム

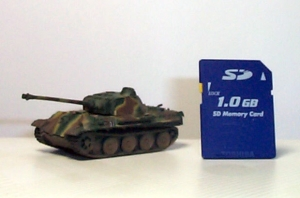
第三弾パンターG後期型 3色迷彩・SDカードとのサイズ比較の一例

ワールドタンクミュージアム (World Tank Museum) は、株式会社タカラトミーが発売しているミニチュア戦車シリーズの食玩である。造形の企画制作は株式会社海洋堂。
コンビニエンスストアを中心に商品展開がなされ、Series 01が2002年5月に発売が開始され、2006年4月に発売されたSeries 09を以って、リリースを「休止」した。
2013年にエフトイズより塗装済み組み立てキットとして『ワールドタンクミュージアムキット Vol.1ドイツ電撃戦編1940』の販売が開始され、復活となった。

## 特徴
約1/144スケールの塗装済み完成モデルであり、海洋堂きっての精密メカ原型師である谷明による精密なディテールが施されている。ボックスアートは髙荷義之・上田信・小林源文・横山宏などの一流ミリタリーイラストレーターが手掛けている。また、モリナガ・ヨウによる解説書がそれぞれ付属し、裏話や実戦でのエピソード等が挿絵付きで分かりやすく記述されていた。
同じ海洋堂製食玩『チョコQ』が『アニマテイルズ』というカテゴリーに纏められているのと同様、当商品も『パンツァーテイルズ』というカテゴリーの商品とされている。
当時『チョコエッグ』のヒットで一大ブームとなっていた食玩の世界で、自分の好きな戦車模型をやってみたいという同社専務・宮脇修一（現・代表取締役）の意向と、主に手掛けていた『ファイブスター物語』関連商品が海洋堂と原作者・永野護との関係悪化により販売不能となり活動の場を失った谷の救済策として企画がスタートした。元々はチョコエッグシリーズの一つとしてフルタ製菓から発売の予定だったが、これもフルタとの提携解消により、チョコQと同じタカラ（現タカラトミー）から発売される事となった。
その谷明造形ならではの精密さや精度の高さと、プラモデルと同じスチロール樹脂で成型されている事から、手軽なジオラマ製作に向いており、それまでタミヤのミリタリーミニチュアシリーズなど1/35スケール主流であった戦車模型の世界にミニスケールブームを巻き起こした。実際、マイクロアーマー等、その後類似の商品が続々と発売されている。
また、戦車以外にも装甲車や飛行機、高射砲などもラインナップされていたことも特徴である。
菓子は粒タイプのラムネや土嚢型ガムなど（シリーズによって異なる）が入っており、内容に合わせて迷彩色が施されているものもある。
シリーズ自体は、Series 04までは高い売れ行きを示したものの、Series 05、同07そして同08において、一見、過去作品の再リリースと思えるティーガー戦車やパンター戦車のリリースを連発して、Series 06及び同09の現用戦車の売れ行きが伸び悩んだこともあり、予定されていたSeries 10のリリースは中止となり、タカラトミー（と海洋堂）はワールドタンクミュージアムの休止を決定した。
エフトイズより「ワールドタンクミュージアムキット」がリリースされたが、造形は谷明が引き続き担当している。

## シリーズ

### Series 01
2002年5月発売。
- ティーガーI 後期型重戦車

#1: 3色迷彩
#2: 冬季迷彩
#3: 単色迷彩
- M4A1/76 シャーマン(76mm砲搭載)

#4: 冬季迷彩
#5: 単色迷彩
#6: 2色迷彩
- 88ミリ高射砲36型（Flak36)

#7: アフリカ戦線
#8: 東部戦線
#9: 欧州戦線
- IV号戦車J型中戦車

#10: 単色迷彩
#11: 3色迷彩
#12: 冬季迷彩
- T34/85中戦車

#13: 単色迷彩
#14: 冬季迷彩
#15: 対空識別
- エレファント重駆逐戦車

#16: 冬季迷彩
#17: 単色迷彩
#18: 3色迷彩
- シークレット: ティーガーI 後期型重戦車

ミヒャエル・ヴィットマンSS大尉搭乗 007号車

### Series 02
2002年8月発売。
- KV-1A重戦車

#19: 単色迷彩
#20: 冬季迷彩
#21: スローガン
- ヤクトパンター重駆逐戦車

#22: 単色迷彩
#23: 冬季迷彩
#24: 3色迷彩
- III号突撃砲G型 後期生産型

#25: 冬季迷彩
#26: 3色迷彩
#27: 単色迷彩
- JS-2m スターリン重戦車

#28: 単色迷彩
#29: 冬季迷彩
#30: 対空識別
- ヘッツァー軽駆逐戦車

#31: 冬季迷彩
#32: 単色迷彩
#33: 3色迷彩
- ティーガーII ヘンシェル砲塔型

#34: 単色迷彩
#35: 冬季迷彩
#36: 3色迷彩
- シークレット: ティーガーI 後期型重戦車

通称「赤虎」

### Series 03
2003年1月発売。
- ファイアフライ

#37: 単色迷彩
#38: 冬季迷彩
#39: 2色迷彩
- II号戦車F型

#40: 砂漠迷彩
#41: 単色迷彩
#42: 冬季迷彩
- シュトルヒ

#43: 冬季迷彩
#44: 砂漠迷彩 機体コードCB+VD
#45: 2色迷彩 機体コード SF+RL
- キューベルワーゲン

#46: 単色迷彩
#47: 空軍仕様
#48: 冬季迷彩
#49: 砂漠迷彩
- T34/76 1941年型

#50: 単色迷彩
#51: スローガン
#52: 冬季迷彩
- パンターG型 後期生産型

#53: 単色迷彩
#54: 冬季迷彩
#55: 3色迷彩
- シークレット: シュトルヒ

機体コード SU+LL ムッソリーニ救出作戦時

### Series 04
2003年6月発売。
- 61式戦車

#56: 2色迷彩
#57: 単色迷彩
#58: ブロック迷彩
#59: ドロップ迷彩
- 90式戦車

#60: 単色迷彩
#61: ドット迷彩
#62: 冬季迷彩
- 60式自走無反動砲

#63: 冬季迷彩
#64: 二色迷彩
#65: 単色迷彩
#66: ドロップ迷彩
- 87式自走対空砲

#67: 単色迷彩
#68: 冬季迷彩
#69: 二色迷彩
- AH-1S コブラ

#70: 冬季迷彩
#71: 二色迷彩
#72: シャークマウス
- 74式戦車

#73: 二色迷彩
#74: 単色迷彩
#75: ゼブラ迷彩
#76: 冬季迷彩
- シークレット: 90式戦車 稜線射撃姿勢

単色迷彩
冬季迷彩

### Series 05
2003年12月発売。キャッチコピーは「虎三昧」。
- ティーガーI初期型重戦車

#77: アフリカ迷彩
#78: 単色迷彩
#79: 冬季迷彩
- ポルシェティーガー (プロトタイプ)

#80: 3色迷彩
#81: 単色迷彩
#82: 2色迷彩 91号車
- ティーガーII重戦車(ポルシェターレット)

#83: 単色迷彩
#84: 3色迷彩
#85: 冬季迷彩
#86: 2色迷彩
- ヤークトティーガー (ヘンシェルタイプ)

#87: 単色迷彩
#88: 3色迷彩
#89: 冬季迷彩
- Sd.Kfz. 251Dハーフトラック

#90: 3色迷彩イエローベース
#91: 3色迷彩グリーンベース
#92: 冬季迷彩
- M3ハーフトラック

#93: 単色迷彩
#94: 2色迷彩
#95: サンド迷彩
- JSU-152重突撃砲

#96: 単色迷彩
#97: 3色迷彩
#98: 冬季迷彩
- シークレット: ティーガーI初期型重戦車

ミヒャエル・ヴィットマンSS中尉搭乗 S04号車

### Series 06
2004年8月発売。
- M1A2エイブラムス

#99: NATO迷彩
#100: アグレッサー
#101: デザート迷彩
- M1A1 (プラス) エイブラムス

#102: 単色迷彩
#103: NATO迷彩
#104: デザート迷彩
- T-80U

#105: ロシア軍3色迷彩
#106: 単色迷彩
#107: デザート迷彩
- レオパルト2A6

#108: 冬季迷彩
#109: NATO迷彩
- レオパルト2A4

#110: NATO迷彩
#111: 単色迷彩
- Strv.122

#112: スウェーデン軍3色迷彩
#113: 冬季迷彩
- メルカバMk.IIIバズ

#114: デザート迷彩
#115: ライトグリーン迷彩
#116: ダークグリーン迷彩
- AH-1W スーパーコブラ

#117: 海兵隊仕様
- シークレット: チョールヌイ・オリョール

2色迷彩
単色迷彩

### Series 07
2005年3月発売。サブタイトルは「クルスクの戦い」。
- III号戦車J型 (後期型)

#118: 冬季迷彩
#119: 2色迷彩/イエローベース 404号車
#120: 2色迷彩/グレーベース
- ナースホルン対戦車自走砲

#121: 冬季迷彩
#122: 単色迷彩
#123: 2色迷彩 232号車
- パンター戦車D型

#124: 単色迷彩
#125: 2色迷彩 521号車
#126: 3色迷彩 102号車
- T-34/76戦車 (1942年型)

#127: 単色迷彩/オリーブグリーン
#128: 単色迷彩/ダークグリーン 20号車
#129: 2色迷彩
- SU-122突撃砲

#130: 単色迷彩/オリーブグリーン
#131: 単色迷彩/ダークグリーン 5234号車
#132: 2色迷彩
- ティーガー戦車I型 (初期型)

#133: 3色迷彩, SS第1戦車連隊 第13中隊 1331号車
#134: 単色迷彩, 第503重戦車大隊 第3中隊 332号車
#135: 2色迷彩, SS第2戦車連隊 第8中隊 S33号車
- 対戦車砲セット

#136: 単色迷彩1
75mm対戦車砲Pak40 (ドイツ) ダークグレー
76.2mm野砲ZIS-3 (ロシア) ダークグリーン
6ポンド砲 (イギリス) ダークグリーン
#137: 単色迷彩2
75mm対戦車砲Pak40 (ドイツ) ダークイエロー
76.2mm野砲ZIS-3 (ロシア) 冬季迷彩
6ポンド砲 (イギリス) 砂漠迷彩
#138: 多色迷彩
75mm対戦車砲Pak40 (ドイツ) 3色迷彩
76.2mm野砲ZIS-3 (ロシア) 2色迷彩
6ポンド砲 (イギリス) 2色迷彩
- シークレット: ティーガーI中期型重戦車

オットー・カリウス中尉搭乗 217号車

### Series 08
2005年9月発売。サブタイトルは「バルジの戦い」。
- パンターG型

#139: 3色迷彩
#140: 冬季迷彩
#141: アンブッシュ迷彩 321号車
- IV型対空戦車ヴィルベルヴィント

#142: 2色迷彩
#143: 3色迷彩
#144: 冬季迷彩
- M10パンター

#145: 単色迷彩 (マズルブレーキあり)
#146: 冬季迷彩 (マズルブレーキなし)
- M4A3シャーマン

#147: 単色迷彩
#148: 2色迷彩
#149: 冬季迷彩
- IV号駆逐戦車ラング

#150: 3色迷彩
#151: 冬季迷彩
#152: アンブッシュ迷彩
- M20高速装甲車

#153: M20 単色迷彩 & シュビムワーゲン 3色迷彩
- M8グレイハウンド装甲車

#154: M8 3色迷彩 & シュビムワーゲン 単色迷彩
#155: M8 冬季迷彩 & シュビムワーゲン 冬季迷彩
- ティーガーII ヘンシェル砲塔型

#156: 3色迷彩
#157: アンブッシュ迷彩 008号車
- シークレット: M47 パットン

映画「バルジ大作戦」仕様 R-01号車

### Series 09
2006年4月発売（Series 09は、販売元がタカラトミーから、タカラトミーの子会社である株式会社すばる堂に変わった）。サブタイトルは「戦後の戦車シリーズ」。
- AMX-30

#158: ノーマル仕様 NATO迷彩
#159: ノーマル仕様 冬季迷彩
#160: 指揮車仕様 泥迷彩
#161: 指揮車仕様 単色迷彩
- M48A3

#162: 単色迷彩
#163: イスラエル国防軍砂漠迷彩
#164: NATO迷彩
- Strv 103B

#165: 単色迷彩
#166: 冬季迷彩
#167: NATO迷彩
- M551 シェリダン

#168: NATO 3色迷彩 (バスケット無し)
#169: NATO 砂漠迷彩 (バスケット無し)
#170: 単色迷彩 (バスケット付き)
#171: 砂漠迷彩 (バスケット付き)
- T-10M

#172: 砂漠迷彩
#173: ワルシャワ侵攻
#174: 単色迷彩
- シークレット: レオパルト 1A2

映画「遠すぎた橋」仕様 711号車

## シリーズ(番外編)

### 対決編
2003年9月発売。Series 01~同03までにリリースされた戦車の中から2種に加え、履帯やジェリカン等のアクセサリーパーツが同梱されていた。一部の車両は過去シリーズの流用ではなく新たに造型されている。
- 対決1: ノルマンディー戦線 (1944年6月~8月)

ティーガーI 後期型重戦車, SS第102重戦車大隊
ファイアフライ, カナダ第27機甲師団
- 対決2: ダンツィヒ (1945年3~4月)

ティーガーII ヘンシェル型重戦車, SS第503重戦車大隊
JS-2m スターリン重戦車, 師団不明
- 対決3: 東部戦線 (1943年)

IV号戦車H型中戦車, 第12戦車師団 505号車
KV-1A重戦車, 師団不明
- 対決4: 東部戦線 (1944年7月~8月)

エレファント重駆逐戦車, 第653重戦車駆逐大隊 224号車
T34/85中戦車, 詳細不明
- 対決5: アルデンヌ戦 (1944年12月)

パンターG型, 第2戦車師団
M4A1/76 シャーマン, 師団不明

### 大戦略エディション
2003年5月発売。Xbox用ゲームソフトウェア『大戦略VII』とのタイアップ企画としてリリースされた。
- 90式戦車

A1: 単色迷彩
A2: 2色迷彩
- 74式戦車

A3: 単色迷彩
A4: 2色迷彩
- AH-1S コブラ

A5: 米軍仕様
A6: 2色迷彩

### 復刻版
発売日未定。ワンダーフェスティバル2015夏にて海洋堂ブースで公開された。既存の金型だけでなく新規金型のラインナップも追加されている。
- IV号戦車J型（前期型）
- ティーガーII重戦車（ヘンシェル砲塔）
- パンター戦車G型
- M4A3シャーマン
- IV号駆逐戦車ラング
- M4A3E8 シャーマンイージーエイト

### ワールドタンクミュージアムIRC
赤外線コントローラーで遠隔操作できる無線操縦式モデル。コントローラーは手榴弾を模していた。
- 第1弾

WR-01: ティーガーII ヘンシェル型重戦車 パイパー戦闘団
WR-02: ティーガーII ヘンシェル型重戦車 SS第101重戦車大隊
WR-03: ティーガーII ポルシェ型重戦車 第503重戦車大隊
WR-04: ヤークトティーガー 第512重戦車駆逐大隊
- 第2弾

WR-05: パンターG型中戦車 第2戦車師団
WR-06: パンターG型中戦車 第106戦車旅団
- 第3弾

WR-07: M1A1エイブラムス 第3歩兵師団, クリアボディのシークレットアイテムが同梱されている場合があった。
WR-08: M1A2エイブラムス 第1歩兵師団, クリアボディのシークレットアイテムが同梱されている場合があった。
- 限定品

ティーガーII ヘンシェル型重戦車 第503重戦車大隊
ティーガーII ポルシェ型重戦車 第501重戦車大隊
ヤークトティーガー 第653重戦車駆逐大隊
パンターF型中戦車 実戦配備想定
M1A1エイブラムス 第1海兵師団
M1A2エイブラムス 第4歩兵師団

## ワールドタンクミュージアムキット
エフトイズ・コンフェクトから発売。造形は谷明が引き続き担当している。

### VOL.1
2013年9月2日発売。サブタイトルは「ドイツ電撃戦編1940」。
- I号戦車B型(Sd.Kfz.101)

#1: DAKブラウン+無塗装 各1個(計2個)
#2: パンツァーグラウ+無塗装 各1個(計2個)
#2: デュンケルゲルブ2色迷彩+無塗装　各1個(計2個)
- 8トンハーフトラック(Sd.Kfz.7)

#4: DAKブラウン
#5: パンツァーグラウ
#6: デュンケルゲルブ2色迷彩
- 88ミリ高射砲36型（Flak36)

#7: DAKブラウン
#8: パンツァーグラウ
#9: デュンケルゲルブ
- シークレット: 1/35 ドイツ国防軍女性戦車兵フィギュア

### VOL.2
2014年9月29日発売。サブタイトルは「陸上自衛隊編 最新装備車両」。
- 90式戦車

#1: 陸上自衛隊二色迷彩
#2: NATO軍仕様迷彩塗装
#3: 国連平和維持軍仕様
- 10式戦車

#4: 陸上自衛隊二色迷彩
#5: NATO軍仕様迷彩塗装
#6: 国連平和維持軍仕様
- 機動戦闘車

#7: 陸上自衛隊二色迷彩
#8: NATO軍仕様迷彩塗装
#9: 国連平和維持軍仕様
- シークレット: 1/35 陸上自衛隊女性戦車兵フィギュア

### VOL.3
2016年5月23日発売。サブタイトルは「第二次世界大戦 日本軍戦車」。
- 九七式中戦車"チハ"新砲塔

1. 1: 前期塗装
2. 2: 黄帯塗装
3. 3: 後期塗装

- 八九式中戦車乙型

1. 4: 前期塗装
2. 5: 黄帯塗装
3. 6: 海軍陸戦隊

- 特二式内火艇"カミ"

1. 7: 初期塗装
2. 8: 後期塗装
3. 9: 二色迷彩

- シークレット: 九七式中戦車"チハ"新砲塔

紅軍保有車両「功臣号」

### VOL.4
2017年7月24日発売。サブタイトルは「ドイツ機甲師団 アルデンヌ1944」。
- ティーガーII重戦車

1. 1: 三色迷彩
2. 2: 光と影迷彩
3. 3: 単色塗装

- パンターG型後期型

1. 4: 三色迷彩
2. 5: 光と影迷彩
3. 6: 単色塗装

- IV号駆逐戦車/70(V)

1. 7: 三色迷彩
2. 8: 光と影迷彩
3. 9: 単色塗装

- シークレット: IV号駆逐戦車/70(V)

光と影迷彩+1/35 水着女性フィギュア

### VOL.5
2019年7月8日発売。サブタイトルは「決戦!!ドイツ軍対アメリカ軍」。
- IV号戦車D型

1. 1: ジャーマングレー
2. 2: 冬季迷彩
3. 3: 2色迷彩

- 38(t)戦車

1. 4: ジャーマングレー
2. 5: 冬季迷彩
3. 6: 2色迷彩

- M3 LEE

1. 7: オリーブドラブ
2. 8: サンドイエロー
3. 9: 冬季迷彩

- シークレット: IV号戦車D型

シルバー塗装 Ver
- 38(t)戦車

ゴールド塗装 Ver
- M3 LEE

ブロンズ塗装 Ver

### VOL.6
2021年1月25日発売。今弾からサブタイトルが廃止された。
- センチュリオンMK1

1. 1: WTOデザート仕様
2. 2:GPグレー仕様
3. 3: 英国陸軍仕様

- 五式中戦車

1. 4: 三色迷彩仕様
2. 5: 終戦時WHQ鹵獲摂取仕様
3. 6: WOT単色仕様

- JS-3

1. 7: 1956ハンガリー動乱時仕様
2. 8: エジプト 1967年第125戦車旅団第三次中東戦争仕様
3. 9: 本国配備仕様<1945年>

## 関連商品
ここではワールドタンクミュージアムの名を冠した商品のほか、タイアップ企画等によりモデルが同梱されたアイテムについても取扱う。

### 書籍
- ポケットワールドタンクミュージアム

徳間書店から出版され、ティーガーI 後期型重戦車 SS第101重戦車大隊 222号車が同梱されていた。
- 35分の1スケールの迷宮物語

大日本絵画から出版され、初回限定版には封入特典として「目玉ヘッツァー」が同梱されていた。
- PANZERTALES WORLD TANK MUSEUM illustrated―ワールドタンクミュージアム図鑑

製品に付属されていたモリナガ・ヨウの解説書イラストとコミックをまとめた大型書籍。大日本絵画から出版された。
- モデルグラフィックス 誌上通販アイテム
  - 2002年9月号: ティーガーII ヘンシェル型重戦車 第511重戦車大隊 「Ver. 土居」+未塗装・未組立キット5種
  - 2003年3月号: パンターG型中戦車 「Ver. 土居」+未塗装・未組立キット3種

### ボードゲーム
他の食玩と同様、ワールドタンクミュージアムもコレクションすることが主な目的であったが、ウォー・シミュレーションゲームの駒として使用するゲームがいくつか発売されている。このように模型を駒として使うゲームをミニチュアゲームと呼ぶ。
- ワールドタンクバトルズ

2002年にボードウォー・シミュレーションゲームメーカーである国際通信社から発売されたもので、ワールドタンクミュージアムの模型をそのまま駒として使えるよう、大きめのヘックス（六角形のマス）・マップを使った戦車戦のゲームである。製品は書籍タイプで、ゲームに使用するカードや、模型なしでプレイするための紙の駒が綴じ込みとなっている。第二次大戦中の戦車戦をテーマとし、第3弾までの戦車が登場する。
- ワールドタンクバトルズ2

同じく国際通信社から発売されたもので、こちらは第4弾の戦車（自衛隊編）を用い、「自衛隊と怪獣が戦う」という内容で、前作とはテーマもゲームシステムも大きく異なっている。同じく書籍タイプ。
- ワールドタンクディビジョン (WTD1, WTD2)

2003年にタカラ系列の出版社、ジャイブから発売されたボードゲーム。製品としては独自の未塗装フィギュアが同梱されたボックスタイプである。『ワールドタンクバトルズ』の後に発売された製品で、ゲームシステムはエリア移動を用いた、全く異なるものである。1ではバストーニュとベルリン、2ではブダペスト、レマーゲン、ノルマンディがそれぞれマップとなっている。

### ゲームソフトウェア
- コンバットチョロQ　アドバンス大作戦

ゲームボーイアドバンス用ソフトウェアで、初回限定版には封入特典としてティーガーII ヘンシェル型重戦車 第505重戦車大隊 321号車が同梱されていた。
- 新コンバットチョロQ

PlayStation 2用ソフトウェアで、初回限定版には封入特典としてティーガーI 後期型重戦車 SS第102重戦車大隊仕様のものが同梱されていた。
- 大戦略VII

Xbox用ソフトウェアで、初回限定版には封入特典としてAH-1W スーパーコブラ デザート迷彩 128号機が同梱されていた。
- ワールドタンクミュージアム・フォーゲーム 東部戦線

サクセスから発売されたPlayStation 2用のゲームソフト。第二次大戦中の1943年以降の東部戦線を舞台に、プレイヤーはドイツ軍となってソ連軍と戦う。

## 公式マスコットガール
ワールドタンクミュージアムキットVOL.1からVOL.4までにおいて、WTM公式マスコットガールとして、月刊「アーマーモデリング」誌でコラム執筆および軍服モデルとして活躍する朋未が就いていた。